# 中沢護人
中沢 護人（なかざわ もりと、1916年7月27日 - 2000年2月22日）は、日本の科学技術史家。
山梨県出身。1939年、東京帝国大学を卒業し、日本製鐵に入社。1942年以後、横浜事件に連座し、戦後退社。1955年から東京大学生産技術研究所に技官として勤務。ドイツの技術史家ルートヴィヒ・ベック(Ludwig Beck) の『鉄の歴史』を日本語に翻訳し、1979年の日本翻訳文化賞受賞。幼いころに受洗したキリスト教徒であり、中国派のマルクス主義者。
長兄はNHK職員、次兄の中沢厚は中沢新一の父、妹は網野善彦の妻。中沢家は山梨の豪商で、父親は生物学者。

## 著書
- 『鋼の時代』1964 岩波新書
- 『幕末の思想家』筑摩書房 1966 グリーンベルトシリーズ
- 『鉄のメルヘン 金属学をきずいた人々』アグネ 1975
- 『ヨーロッパ鋼の世紀 近代溶鋼技術の誕生と発展』東洋経済新報社 1987
- 『栄光のいばらの道 ベッセマーの溶鋼法の発明 鉄のメルヘン2』アグネ、1989

## 共著
- 『日本の開明思想 熊沢蕃山と本多利明』森数男共著　紀伊国屋新書、1970
- 『ベルリン「水曜会」 ヒトラー暗殺未遂事件に関与した将軍と教授』田澤仁・増田芳雄共著　近代文芸社新書、2002

## 翻訳
- ルードウィヒ・ベック『鉄の歴史』（原典全5巻を16分冊に翻訳） たたら書房、1968-81

## 記念文集
- 『鉄の歴史家中澤護人 遺したこと・遺されたこと』中澤護人記念出版を進める会 2003